# Bele Freudenberg
Bele Freudenberg (* 25. Januar 1978 in Hamburg) ist eine deutsche Historikerin und Autorin. 
Bele Freudenberg studierte die Fächer Geschichtswissenschaften und Psychologie an den Universitäten Hamburg und Edinburgh. Im Anschluss arbeitete, lehrte und forschte sie zwischen 2004 und 2012 am Historischen Seminar der Universität Hamburg. Sie wurde bei Hans-Werner Goetz 2011 promoviert mit einer Arbeit über Emotionen und Ehrverletzungen bei William of Newburgh, Richard of Devizes und Walter Map. Ihr erster historischer Roman ist im August 2017 mit dem Titel Im Feuer der Freiheit beim Bookspot-Verlag in München erschienen. 
Freudenberg ist Mitglied des Vereins für Hamburgische Geschichte. Sie lebt mit ihrem Mann und zwei Kindern in Hamburg.

## Veröffentlichungen
Belletristik
- Im Feuer der Freiheit. Bookspot Verlag, München 2017, ISBN 978-3-95669-090-7.

Wissenschaftliche Publikationen
- Irarum Nutrix. Emotionen und Ehrverletzungen bei William of Newburgh, Richard of Devizes und Walter Map. Winkler, Bochum 2014, ISBN 3-89911-211-3.

Herausgeberschaften
- mit Norman Bade: Von Sarazenen und Juden, Heiden und Häretikern. Die christlich-abendländischen Vorstellungen von Andersgläubigen im Früh- und Hochmittelalter in vergleichender Perspektive. Winkler, Bochum 2013, ISBN 3-89911-202-4.
- mit Anna Aurast, Simon Elling, Anja Lutz und Steffen Patzold: Hans-Werner Goetz, Vorstellungsgeschichte. Gesammelte Schriften zu Wahrnehmungen, Deutungen und Vorstellungen im Mittelalter. Winkler, Bochum 2007, ISBN 978-3-89911-087-6.
- Furor, Zorn, Irance. Interdisziplinäre Sichtweisen auf mittelalterliche Emotionen (= Das Mittelalter. Perspektiven mediävistischer Forschung. Zeitschrift des Mediävistenverbandes. 14.2009,1). Akademie-Verlag, Berlin 2009.